# Rollie Stiles

Rollie Stiles, né le 17 novembre 1906 à Ratcliff (Arkansas) et décédé le 22 juillet 2007 à Saint-Louis (Missouri), était un lanceur de la Ligue majeure de baseball avec les St. Louis Browns entre 1930 et 1933. 
Il meurt dans son sommeil à l'âge de 100 ans. Il était le doyen des joueurs de la MLB.